# Massa Fiscaglia

Massa Fiscaglia (la Masa ou Masafiscàja en dialecte de Ferrare) est une ancienne commune italienne de la province de Ferrare dans la région Émilie-Romagne en Italie. Le 1er janvier 2014 elle devient frazione, ayant intégrée la commune de Fiscaglia à la suite du regroupement des communes de Massa Fiscaglia, Migliarino et  Migliaro siège de la nouvelle commune.

## Géographie
Par 2 mètres au-dessus du niveau de la mer, Massa Fiscaglia trône au milieu du Delta du Pô sur la rive droite du Pô de Volano.
La cité est placée sur un nœud routier constitué :
- de la route nationale SS495 qui mène : côté Est à Codigoro (10 km), l’abbaye de Pomposa (16 km) et l’embranchement avec la SS309 Romea (Ravenne-Venise). Côté Ouest à Ostellato (12 km) et l’embranchement avec l’autoroute (ou super route) de Ferrare à Porto Garibaldi,
- de la route provinciale SP15 qui mène : côté Nord-Ouest à Ferrare (35 km) et côté sud-Est à Comacchio (22 km).

La cité dispose également d’une gare ferroviaire sur la ligne de la Ferrovia Emilia Romagna qui relie Ferrare à Codigoro.

Distance des grandes villes :
- Ravenne : 48 km
- Bologne : 63 km
- Venise : 74 km
- Milan : 233 km
- Padoue : 67 km
- Rome : 328 km

## Histoire
La première partie du nom dérive probablement de Massa, un terme latin qui signifie ammasso en italien et amassé en français, c'est-à-dire possession territoriale.

La seconde partie Fiscaglia du latin fiscalia ou fiscale en français, c'est-à-dire zone où le fisc impérial prélève des taxes.
En 771, à la suite des successions carolingiennes, le territoire passa à l'église romaine.

En 1187, une bulle papale d'Urbain III mentionne l'antique Massa Fiscaglia sur un territoire de 100 ha sur la rive droite du Pô de Volano.
Les populations les plus anciennes font référence aux Étrusques, aux Celtes, aux Romains, aux Byzantins, puis aux Lombards et aux Francs.

Au début du XIIIe siècle, en réponse à l'accroissement des domaines des seigneurs d'Este, ceux de Ferrare prirent possession de la partie orientale de la Massa.

En 1219, les habitants de Massa Fiscaglia, par leur requête, obtinrent la restitution des territoires usurpés. L'année suivante, des familles de Mantoue occupèrent à leur tour la Massa.

## Manifestations
- la Panifesta : fête du pain de Ferrare en juin, stands gastronomiques, animations folkloriques et culturelles, expositions, brocantes.

## Administration
| Période                                  | Période  | Identité            | Étiquette     | Qualité |
| ---------------------------------------- | -------- | ------------------- | ------------- | ------- |
| 14/06/2004                               | En cours | Giancarlo Malacarne | Liste civique |         |
| Les données manquantes sont à compléter. |          |                     |               |         |

### Communes limitrophes
Codigoro, Lagosanto, Migliarino, Migliaro, Ostellato

## Population

### Évolution de la population en janvier de chaque année
| 1861  | 1901  | 1921  | 1951  | 1961  | 1971  | 1981  | 1991  | 2001  |
| ----- | ----- | ----- | ----- | ----- | ----- | ----- | ----- | ----- |
| 2 307 | 4 752 | 6 534 | 7 574 | 5 793 | 4 536 | 4 372 | 4 168 | 3 819 |

| 2011  | - | - | - | - | - | - | - | - |
| ----- | - | - | - | - | - | - | - | - |
| 3 621 | - | - | - | - | - | - | - | - |